# André La Vernède
André La Vernède, né André Duffour à Montauban le 11 octobre 1899 et décédé à Paris 12e le 3 décembre 1971, est un peintre et aquarelliste français.

## Biographie
Issu d’une famille implantée au nord de Montpellier (Hérault), André La Vernède a dessiné et peint dès son enfance, et consacra toute sa vie à son art. Il passa sa jeunesse dans une propriété familiale et à Montpellier. Entre 1934 et 1939, il exploita une propriété, le château de Maurinay,  située dans le Gers, près de Pau, où il vécut avec sa femme, sa mère et sa fille. En 1939, il s’installa à Paris dans le douzième arrondissement, où il habita et travailla jusqu’à son décès.

Au Salon des indépendants de 1945, il fut admis par référendum à présenter une exposition d’ensemble de ses œuvres. En 1952, il fit sa première exposition particulière parisienne (avec Robert Bousquet), à la Galerie O. Bosc. En 1953, il reçut le Prix des « Parisiennes de France ». En 1958, il remporta le prix du Club du Tableau (avec  Jean Joyet) et l'année suivante, il exposa avec ce dernier et Philippe Cara Costea à la Galerie Norval.

Dans les années soixante, il exposa régulièrement à Paris (Galerie Marigny en 1960, 1962 et 1964, puis Galerie Montparnasse 47 en 1968 et 1970) et à Marseille (Galerie Camille Drouant en 1959, puis Galerie da Silva en 1963 et 1965). Il exposa également aux salons de Vichy, Nevers et Asnières. Ses toiles sont dans des collections privées en France, en Belgique, aux Pays-Bas et en Amérique et plusieurs ont été acquises par l’État et la ville de Paris. Le Musée de Grenoble possède trois toiles de lui.

## Œuvre
La Vernède demeura toute sa vie un peintre figuratif. Foncièrement indépendant, il n’adhéra à aucun groupe. Avant-guerre, son style était celui du réalisme. Plus tard, son style évolua dans le sens d’une recherche de plus en plus poussée de l’harmonie des couleurs et des formes, s’éloignant parfois du sujet, sans jamais l’abandonner. « Le sujet, c’est la façon de le traiter qui compte », avait-il déclaré. Il a fait des portraits (dont un du romancier Joseph Peyré), des natures mortes, des paysages et des marines. Les poupées et les santons provençaux qu’il gardait dans son atelier l’ont également inspiré. Il a aussi traité des sujets « modernes », tels des scènes de travaux publics ou une raffinerie.

À compter de 1948, il produisit des aquarelles. En 1950 il fut l’invité français au Salon de la Société des Aquarellistes anversois, et il fut régulièrement invité au Salon du Dessin et de la Peinture à l’Eau à Paris.

## Principales expositions

### Expositions particulières et participation individuelle à certaines expositions
- 1935 Exposition particulière, Casino de Pau.
- 1945 Admis par référendum à présenter une exposition d’ensemble de ses œuvres au Salon des Indépendants.
- 1950 Invité français au Salon de la Société des Aquarellistes anversois.
- 1952 Exposition (avec Robert Bousquet) à la Galerie O. Bosc, 6, avenue Delcassé, Paris 8e (direction Mme O. Pétrides).
- 1959 Exposition particulière, Galerie Camille Rouand, 30, avenue Pasteur, Marseille.
- 1959 Exposition « Grand Prix et Lauréats du Club du Tableau 58 » (avec Jean Joyet et Philippe Cara Costea), Galerie Norval, rue des Beaux-Arts, Paris.
- 1960 Exposition particulière, Galerie Reflets, Lyon.
- 1960[24], 1962 et 1964 Expositions particulières, Galerie Marigny, 4, rue de Miromesnil, Paris 8e.
- 1963 Exposition particulière, Casino municipal, Aix-en-Provence.
- 1963 et 1965 Expositions particulières, Galerie Da Silva, 67, rue Saint-Férréol, Marseille.
- 1969 et 1970 Expositions particulières, Galerie Montparnasse 47, 47, rue du Montparnasse, Paris 14e.

### Participation aux salons annuels et autres manifestations de groupe
- 1936, 1938 et 1939 Salon de la Société des Amis de l’Art de Pau.
- 1936-1939 Salon des Indépendants Bordelais.
- 1936-1970 Salon des Artistes Indépendants, Paris (participation quasi-continue ; le salon de 1973 lui rend hommage).
- 1936, 1938, 1939 et 1941 Salon des Tuileries, Paris.
- 1937-1943 Salon d’automne, Paris.
- 1947 Salon d’Hiver, Paris.
- 1954-1971 Salon du dessin et de la peinture à l’eau[25], Paris (participation quasi-continue ; le salon de 1972 lui rend hommage).
- 1955 Troisième Biennale de peinture de Menton ; « Découvrir », Galerie Charpentier, 76 rue du Faubourg-Saint-Honoré, Paris 8e; exposition de la peinture moderne, Grasse.
- 1956 « Peinture d’Aujourd’hui  au Palais Royal », Palais Royal, Paris ; « Dix Ans de peinture française 1945-1955 », Musée des Beaux Arts de Grenoble.
- 1957 « L’Esprit Souffle où il veut », Galerie Bonaparte, Paris ; « La Belle Table », Grand Palais, Paris ; Galerie du Verseau, Bruxelles ; « L’École de Paris », exposition organisée par la ville de Thonon-les-Bains.
- 1957-1959 Salon Terres Latines, Paris.
- 1959 « Le Pétrole vu par cent peintres », Palais Galliera, Paris, 1959[26]. Œuvre présentée : « Raffinerie ».
- 1959-1970 Salon Comparaisons, Paris (participation quasi-continue ; le salon de 1972 lui rend hommage).
- 1960 « La Découverte de la Lune », dix-neuf toiles sur ce thème réunies par Henri Héraut et exposées dans le cadre du Salon de la Société Nationale des Beaux Arts, Paris ; le Salon de 1972 de la Société Nationale des Beaux Arts lui rend hommage.
- 1962 « Routes et Chemins », Salon des peintres témoins de leur temps, Musée Galliéra, Paris.
- 1965 « L’Artiste et les grands travaux », Maison de l’ORTF, Paris ; « L’École de Paris », Casino Bellevue, Biarritz et Musée San Telmo, Saint-Sébastien (Espagne).
- 1967 « La Chanson », Salon Les Peintres Témoins de leur Temps, Musée Galliéra, Paris.

## Réception critique
- « On l'a comparé à la fois à Pressmane et à Pougny. La Vernède est plus profondément ému et sa pâte est plus nourrie, son monde demeure plus personnel : poupées, santons, petits poissons, etc... êtres insignifiants qu'il convertit miraculeusement en joyaux de précieuse féerie. Un pur artiste, disons mieux, tout simplement un grand artiste. » - Henri Héraut[24]

## Prix et autres distinctions
- 1954 Prix des « Parisiennes de France ».
- 1958 Prix du Club du Tableau (avec Jean Joyet), concours organisé par la Galerie Jacques Norval, Paris[24].
- 1958 Sélectionné pour le grand prix de peinture au XIIIe centenaire de l’abbaye bénédictine de Fécamp.
- 1960 et 1962 Sélectionné pour le Prix de la Critique.
- 1965 Grand Prix de la Ville d’Asnières.
- 1968 Prix du Conseil général au 12e Salon des Beaux-Arts de Taverny.
- 1972 Médaille d’Or de la Société des Artistes Français pour l’ensemble de son œuvre et prix biennal James Bertrand de cette même société.

## Collections publiques
- État : neuf toiles acquises entre 1940 et 1964 (renseignements communiqués par le « Fonds National d'art contemporain »).
- Ville de Paris : sept toiles achetées entre 1942 et 1965 (renseignements communiqués par le « Fonds Municipal d'art contemporain »)
- Musée des Beaux Arts de Grenoble : trois toiles acquises entre 1956 et 1979 (« Base Joconde » )
- Ville de Taverny : achat de la toile primée lors du 12e Salon des beaux-arts de cette ville.

## Collections privées
- Henri Adam-Braun[27].

### Monographie
- Remi de Cnodder, La Vernède, texte en français et en néerlandais, De Branding s.a., Anvers, 1959.

### Principaux articles
- Raymond Cognat, « La Vernède », Médica no. 47, mai 1965, p. 16-20.
- Raymond Charmet, « La Vernède, le peintre du cœur », Médica no. 66, décembre 1967, p. 38-40.
- René Barotte, « La Vernède, ce musicien de la peinture », Médica no. 80, août-septembre-octobre 1969, p. 56-58.
- André Trèves, « La Vernède, peintre et poète », Inter-Magazine, juillet 1969, page 35.
- André Barrère, « La Vernède, Peintre gentilhomme », Valeurs actuelles, no 1774, du 3 novembre au 6 décembre 1970, p. 47.
- Jean Chabanon, « La Vernède », Médica no. 95, mai 1971, p. 56-58.
- Jean Chabanon, Le Peintre no. 437, 15 janvier 1972, p. 7.
- René Barotte, « La Vernède, Le Magicien de la touche colorée n'est plus », Æsculape, janvier 1972, p. 60-62.